# دنشوای
دنشوای (به عربی: دنشوای) یک روستا در مصر است که در استان منوفیه واقع شده‌است. دنشوای ۱۳٬۰۱۸ نفر جمعیت دارد.